# Fiskåtjärnen (Undersåkers socken, Jämtland)
Fiskåtjärnen är en sjö i Åre kommun i Jämtland och ingår i Indalsälvens huvudavrinningsområde. Sjön har en area på 0,147 kvadratkilometer och ligger 975,1 meter över havet.

## Delavrinningsområde
Fiskåtjärnen ingår i det delavrinningsområde (700005-131719) som SMHI kallar för Utloppet av Fiskåtjärnen. Medelhöjden är 1 044 meter över havet och ytan är 2,32 kvadratkilometer. Det finns inga avrinningsområden uppströms utan avrinningsområdet är högsta punkten. Vattendraget som avvattnar avrinningsområdet har biflödesordning 4, vilket innebär att vattnet flödar genom totalt 4 vattendrag innan det når havet efter 429 kilometer. Avrinningsområdet består mestadels av kalfjäll (94 procent). Avrinningsområdet har 0,15 kvadratkilometer vattenytor vilket ger det en sjöprocent på 6,3 procent.